# 沢井忠夫
沢井 忠夫（さわい ただお、1937年12月16日 - 1997年4月1日）は、日本の箏曲家、作曲家。沢井箏曲院の創始者。妻は沢井一恵で、息子は沢井比河流。

## 人物
愛知県中島郡（現在の尾西市）で尺八家の名家に生まれ、箏を始めたのは小学5年生だった（一度、宮城道雄に師事するが、その後すぐに宮城が亡くなる）。1960年に東京芸術大学邦楽科を、1962年に専攻科を卒業。大学在学中にNHK「全国今年のホープ」に選ばれた。
高校時に作曲を始め（最初に形がなった曲が"雪ものがたり"であった）その後、清水脩の元で作曲を師事した。
1964年に青木鈴慕・伊藤松博・高野和之・杵屋栄三郎・山本邦山と「民族音楽の会」を結成。1971年に「沢井忠夫箏独奏会」の成果を受け、芸術祭優秀賞を受賞。古典だけでなく、ジャズ・クラシックから創作活動を続けた。
妻で箏曲家の沢井一恵と共に1979年に沢井筝曲院を設立。1985年にネスレの「ネスカフェゴールドブレンド」のCMに出演した（ネスカフェ#ゴールドブレンドCMに起用された主要著名人に参照）。
1997年にくも膜下出血の再発（過去に熊本で、くも膜下出血で倒れている）により病院で亡くなる。

## 作風
伝統的な旋律やモチーフを多用する作品なども多いが、現代的で箏の可能性を探っている作品などもあり、日本的な5音階だけでなく12音階を使った作品も多く作曲した。また、箏を打楽器的な奏法を使っていたり、ドラムのスティックなどで箏を叩くなどのプリペアド的な奏法を使用して変化に富んでいる。作品には、練習用に作曲された小品的な曲も多い。

## 主要作品
- 雪ものがたり 箏・十七絃・尺八
- 水面(みずも) 箏2
- 黒田節による幻想曲 独奏箏・箏2・十七絃・尺八
- 情景三章 箏独奏
- 連山 尺八2
- 風の歌 箏・尺八
- 火垂る 十七絃独奏
- 濫 三弦独奏
- 百花譜 箏・十七絃
- 螺鈿 箏2・十七絃
- 二つの群の為に 独奏箏・独奏十七絃・箏3・十七絃2
- 焔 十七絃独奏・箏5

## 受賞
- 1971年芸術祭優秀賞（以後1977年、1983年に重ねて受賞。）
- 1981年優秀賞（芸術祭レコード部門）
- 1984年第2回中島健蔵音楽賞